# 34580 Yenpohsun
34580 Yenpohsun è un asteroide della fascia principale. Scoperto nel 2000, presenta un'orbita caratterizzata da un semiasse maggiore pari a 2,9425126 au e da un'eccentricità di 0,0572399, inclinata di 2,00454° rispetto all'eclittica.